# Алматинский колледж связи
Алматинский колледж связи — среднее профессиональное учебное заведение в Алма-Ате.

## История
Создан в 1930 году на основании Решения Коллегии НарКома Почт и Телеграфов СССР на базе школы № 14 как Алма-Атинский политехнический техникум связи с трехгодичным сроком обучения, позже переименован в Алматинский техникум электросвязи. Первый набор составил 130 человек. В этом же году построили общежития из 4 бараков.
В 1994 году присвоен статус колледжа.
С 1999 г. колледж функционирует при Казахско-Американском университете.

## Специальности
- Радиоэлектроника и связь
- Цифровая техника - ЦТ
- Система информационной безопасности - СИБ
- Программное обеспечение (по видам) - ПО
- Переводческое дело - ПД